# Свети Георги (Цапари)
Вижте пояснителната страница за други значения на Свети Георги.
„Свети Георги“ (на македонска литературна норма: „Свети Горѓи“) е възрожденска манастирска православна църква в битолското село Цапари, Северна Македония, част от Преспанско-Пелагонийската епархия на Македонската православна църква – Охридска архиепископия.
Църквата е гробищен храм, разположен в северозападната част на селото. Основният камък на храма е поставен на 11 май 1888 година, денят на Свети Братя Кирил и Методий. Храмът е изписан в 1890 година от дебърските майстори Йосиф Мажовски и Яков Мажовски от село Лазарополе. Впечатляващ е южния вход с изображенията на архангелите Михаил и Гавриил. В църквата има и голяма сбирка от икони от XVIII и XIX век, което говори за съществуването на по-стар храм на мястото ѝ.
На изток храмът има три апсиди, като и трите са украсени със слепи ниши. В централната ниша над прозорчето има надпис:
| „ | Този храм' сты В: Муч: Георгій основасѧ на 11. маій 1888. г. село Цапари кое то бѣше 196 к ѫщи. Епітрп' До не Велов' надзра тл' Коте Саздан | “ |

Годината 1888 е отбелязана и на един от ъглите на храма, както и над кръстовидния прозорец над централната апсида, под който има надпис:
| „ | Приложілъ Насте Иѡванчевъ и чада Митре и Василъ за, спо... | “ |

В двора на църквата има голям брой гробове на български офицери, загинали през Първата световна война. В близост се намира възстановено Българско военно гробище.